# Tora Aasland
Tora Aasland, née le 6 novembre 1942 à Skien (comté de Telemark), est une femme politique norvégienne, Ministre de l'Enseignement supérieur et de la Recherche de 2007 à 2012.

## Biographie
Fille de Arne Jacob Aasland (1913-1985), Tora Aasland est, par sa mère Ann Mari Gjerløw (1915-) de l'ancien éditeur du Morgenbladet Olaf Gjerløw (en) (1885-1949).
Elle entre à l'École de service social à Tromsø, Tora Aasland rencontre Ottar Brox qui lui permet de participer à la rédaction de son ouvrage Hva skjer i Nord-Norge. Elle travaille également avec Vilhelm Aubert. Après un diplôme en sociologie de l'Université d'Oslo en 1973, elle entre au Ministère de la Consommation et de l'Administration jusqu'en 1976. Elle est ensuite embauchée au Département de recherche social d'Oslo où elle travaille sur les questions du transport, des finances des ménages et des conditions de vie des groupes à faibles revenus. Entre 1984 et 1985, elle est présidente de la Norsk Faglitterær Forfatterforening (Association norvégienne des écrivains de non-fiction).
Lors des élections législatives norvégiennes de 1985, elle est élue membre du Storting pour le comté d'Akershus, poste pour lequel elle est réélue en 1989. Pendant son premier mandat, elle est membre de la Commission de l'Église et de l'Enseignement. En 1993, elle devient gouverneur du comté de Rogaland.
En 2007, Tora Aasland entre au Gouvernement Stoltenberg II en tant que Ministre de l'Enseignement supérieur et de la Recherche, poste qu'elle occupe jusqu'en 2012.
Depuis 2013, elle est présidente de la Commission norvégienne de l'Organisation des Nations unies pour l'éducation, la science et la culture.

## Ouvrages
- (no) Forbruk og levekår [« Consommation et conditions de vie »], 1973
- (no) Ressursforvaltning i norske hushold [« Gestion des ressources dans les ménages norvégiens »], 1977
- (no) Arbeidsreiser i norske hushold [« Voyages d'affaires dans les ménages norvégiens »], 1978
- (no) Grupper med ekstremt lav inntekt [« Groupes à revenus extrêmement faibles »], 1981
- (no) Jeg og de andre. Familiekunnskap, økonomi og forbrukerlære [« Moi et les autres. Connaissances familiales, économie et études de consommation »], 1981
- (no) Fortid former framtid. Utfordringer i en ny kulturminnepolitikk [« Le passé façonne l'avenir. Les défis d'une nouvelle politique du patrimoine culturel »], 2002
- (no) Statlig tilsyn med kommunesektoren [« Supervision par l'État du secteur municipal »], 2004

## Distinctions
- 2013 :  Commandeur de l'ordre de Saint-Olaf[6]